# Gračišće
Gračišće (en italien : Gallignana) est une ville historique et une municipalité située en Istrie, dans le comitat d'Istrie, en Croatie.

## Géographie
La commune se trouve à environ huit kilomètres à l'est de Pazin. Le centre historique de Gračišće est situé sur un calcaire offrant une vue panoramique sur le paysage des collines, le massif d'Učka et les Alpes juliennes loin au nord. La région est peu peuplée, mais riche en monuments. Une grande partie de la population travaille dans le tourisme et l'agriculture, notamment dans les vignobles qui produisent le Malvoisie.
Au recensement de 2001, la municipalité comptait 1 433 habitants, dont 82,07 % de Croates et le village seul comptait 467 habitants.

## Histoire

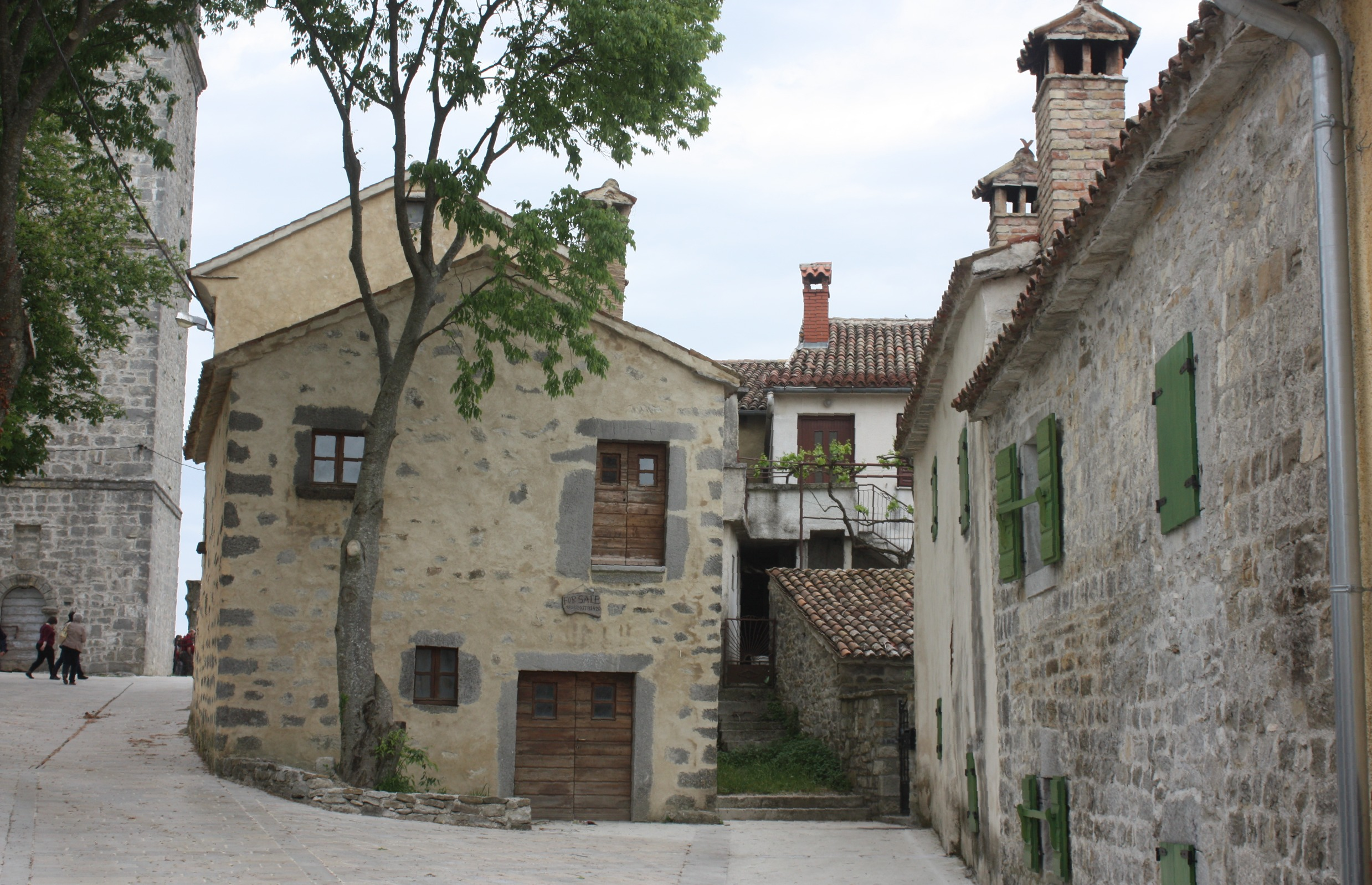
Dans la vieille ville.

Le nom latin de Callinianum se réfère peut-être à la colonisation celte (« gauloise ») à l'époque de l'Empire romain. À partir du VIIe siècle, des tribus slaves sont arrivées dans les zones à l'est. En 789, la péninsule d'Istrie est conquise par les Francs conduit par le roi Pépin d'Italie, un fils de Charlemagne. Avec le royaume d'Italie, elle passa aux souverains du Saint-Empire romain au Xe siècle.
Gračišće dans le margraviat d'Istrie est mentionnée pour la première fois en 1199 ; à l'époque où les patriarches d'Aquilée et les comtes de Goritz se disputèrent les domaines autour du château de Pisino (Pazin). En 1374, ils  échurent aux territoires héréditaires des Habsbourg. Au XVe siècle, la vieille ville était entourée par une enceinte et de plusieurs tours fortifiées. Longtemps elle fut la résidence préférée d'été des évêques de Pedena.

## Localités
La municipalité de Gračišće compte 7 localités :
- Batlug
- Bazgalji
- Gračišće
- Jakačići
- Mandalenčići
- Milotski Breg
- Škopljak